# Gichin Funakoshi
Gichin Funakoshi (船越義珍, Funakoshi Gichin ; Shuri, 10 november 1868– Tokio, 26 april 1957) was degene die het karate in het Japanse vasteland in 1922 voorstelde. Zijn zoon Gigo Funakoshi moderniseerde het. Funakoshi's leraren waren Anko Asato en Anko Itosu. Funakoshi was bekwaam in beide populaire stijlen van het Okinawaanse karate: Shorei-ryu en Shorin-ryu. De studenten die hij onderrichtte, formaliseerden zijn technieken in een stijl die zij Shotokan noemden. Vanwege zijn daden wordt Funakoshi door velen de vader van het moderne karate genoemd, hoewel zijn leraar Itosu deze naam soms ook toebedeeld krijgt.

## Biografie

### Vroege jaren
Funakoshi werd geboren op 10 november 1868 in de stad Shuri te Okinawa. Het eiland Okinawa behoorde in die tijd tot Japan. Zijn oorspronkelijke familie naam was Tominakoshi, wat later veranderd werd in Funakoshi. Funakoshi's vader Gisu was een alcoholist, die al zijn familiefortuin aan drank uitgaf. Om die reden groeide Funakoshi in een arm gezin op. Als kind had hij een zwakke gezondheid. Tokashiki, de dokter van de familie, behandelde hem met kruiden om zijn gezondheid te versterken. De dokter raadde de familie aan om Funakoshi onderricht te laten geven in karate om zijn gezondheid te bevorderen.

### Karate training
Op 11-jarige leeftijd raakte Funakoshi op school bevriend met de zoon van karate meester Anko Asato. De zoon introduceerde Funakoshi bij zijn vader en Asato nam Funakoshi aan als karate leerling. Asato was een beoefenaar van het Shuri-te karate en hij was een leerling geweest van de befaamde meester Sokon Matsumura. In die tijd was het beoefenen van karate officieel verboden door Japan en werd karate in het geheim beoefend in Okinawa. Daarom vond Funakoshi's karate training altijd 's nachts plaats in Asato's tuin. Asato was een zeer strenge leraar en Funakoshi moest van Asato eerst negen jaar lang de drie Naihanchi kata's oefenen. Tijdens de nachtelijke trainingen keek Asato pal rechtop zittend op een stoel toe wanneer Funakoshi zijn kata uitvoerde en Asato corrigeerde hem waar nodig. Soms kwam karate meester Anko Itosu op bezoek en samen met Asato bespraken zij verschillende onderwerpen uit het karate, iets waar Funakoshi nimmer bij mocht zijn. Nadat Funakoshi geruime tijd bij Asato getraind had, raadde Asato hem aan om zijn training bij Itosu voort te zetten en dus werd Funakoshi een leerling van Itosu. Funakoshi heeft daarnaast ook enkele lessen gekregen van grootmeester Sokon Matsumura zelf en hij heeft ook gastlessen gevolgd bij de leraren Kanryo Higaonna en Seisho Aragaki, die meesters in de Naha-te stijl van het karate waren.
Naast zijn karatetraining studeerde Funakoshi in Confuciaanse dialecten, Chinese klassieke literatuur en poëzie. In zijn vrije tijd hield hij zich bezig met kalligrafie. Zijn bijnaam Shoto, die hij voor zijn gedichten gebruikte, betekent 'wuivende pijnbomen'. Hij kwam op deze naam tijdens zijn lange wandelingen door het bos, vanwaar hij inspiratie opdeed voor zijn gedichten. In 1888 op 21-jarige leeftijd nam Funakoshi een baan aan als schoolleraar Chinese klassieke literatuur. In diezelfde periode trouwde hij. Hij onderhield van zijn schamele salaris zijn vrouw, ouders en grootouders. Funakoshi's vrouw, zelf ook een bedreven karate beoefenaar, moedigde hem desondanks aan met het blijven beoefenen van karate. Funakoshi's vrouw hielp ook mee bij het inkomen. Overdag werkte zij op het land en 's avonds weefde zij voor extra inkomsten. Funakoshi kreeg drie zonen en een dochter met zijn vrouw.

### Legalisatie van het karate

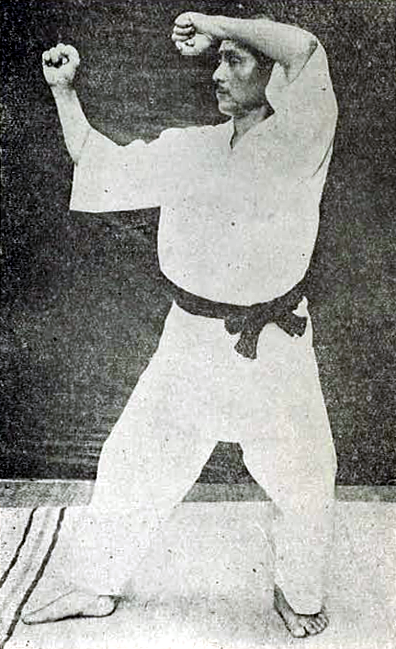
Funakoshi beoefent de kata Heian Nidan

Rond 1900 kwam Funakoshi's leraar Anko Itosu met het idee om het karate te introduceren op scholen. Om dit te bewerkstelligen liet hij in 1901 Funakoshi samen met enkele andere leerlingen het karate demonstreren tegenover Shintaro Ozawa, de inspecteur van onderwijs van de Kagoshima Prefectuur. Shintaro Ozawa raakte zeer onder de indruk van deze demonstratie en raadde daarna het Japanse ministerie van Onderwijs aan om karate een onderdeel te maken van het onderwijs op scholen. Deze aanbeveling werd geaccepteerd en in april 1901 begon meester Itosu voor het eerst karateles te geven op scholen. Met uitzondering van meester Itosu, was deze ontwikkeling eerst zeer tegen de wil van oude karatemeesters van Okinawa. Het leidde uiteindelijk wel tot de legalisatie van het karate in Okinawa. Gaandeweg transformeerde het karate van een verboden geheime vechtkunst naar een publieke populaire vechtkunst. In die periode werd Funakoshi benaderd voor het geven van karatelessen en met toestemming van zijn leraren Asato and Itosu, werd hij ook leraar karate. Hij was toen 33 jaar oud.
Vanwege zijn goede opleiding werd Funakoshi in 1912 gekozen tot voorzitter van de Shobukai, de vechtkunstassociatie van Okinawa. In 1913 stelde Funakoshi een demonstratieteam samen uit de meest actieve karatemeesters. Deze groep bestond uit Gusuku, Mabuni, Motobu, Kyan, Ogusuku, Ishikawa, Tokumura, Yahiku en uit 15 minder bekende karateka's. Gedurende de periode van 1914 tot 1915 gaven zij demonstraties in heel Okinawa. Funakoshi demonstreerde vaak de kata Kusanku Dai (Kanku Dai) bij deze demonstraties.

### Vertrek naar Japan
In 1917 werd hij als voorzitter van de Shobukai door het Japanse ministerie van Onderwijs uitgenodigd om het karate in Japan te Kioto te demonstreren bij een tentoonstelling van traditionele vechtkunsten in de Butokuden dojo. Deze demonstratie had echter geen weerslag bij de Japanners. Dat veranderde toen op 6 maart 1921 Hirohito, destijds de kroonprins van Japan, een bezoek bracht aan Okinawa. Funakoshi demonstreerde zijn technieken ook voor hem bij het kasteel van Shuri. Hirohito raakte hier zo van onder de indruk, dat hij dat nog een keer wou zien bij de eerste Nationale Atletische Tentoonstelling te Tokio. Aldus reisde Funakoshi in het voorjaar van 1922 naar Tokio om een demonstratie te geven. Dit was zo'n succes, dat Jigoro Kano, de grondlegger van het judo, hem vroeg om in Japan te blijven en daar het karate te onderwijzen. Funakoshi besloot te blijven en vestigde zich op 54-jarige leeftijd alleen in de stad Tokio. Hij werd goede vrienden met judomeester Jigoro Kano. Kano introduceerde hem tot de juiste mensen, nam hem mee naar de juiste partijen en geleidde hem door de sociale kringen van de Japanse elite.
Tot Funakoshi's eerste leerlingen in Tokio behoorden de leden van een schildersclub, waarvan kunstenaar Hoan Kusugi het beroemde logo van Shotokan ontwierp. In zijn vrije tijd moest Funakoshi bijwerken als conciërge. Met hulp van Japans vechtkunstleraar Yasuhiro Konishi begon Funakoshi aan de Keio Universiteit les te geven. Later werden er ook bij andere universiteiten karateclubs opgericht. Tot Funakoshi's eerste bekende leerlingen behoorden Takeshi Shimoda, Hironori Otsuka, Yasuhiro Konishi en Masatoshi Nakayama. Zijn leerling Hironori Otsuka zou 10 jaar later zijn school verlaten wegens filosofische onenigheden en in 1934 een eigen stijl oprichten, genaamd Wado-ryu karate.

### Karate-do
In Japan werd Funakoshi beïnvloed door de Japanse vechtkunsten met hun budofilosofie. In navolging van meester Jigoro Kano voegde Funakoshi de budofilosofie toe aan het Karate. Hij begon toen karate te promoten als middel tot het ontwikkelen van strakke discipline, goede etiquette en gezondheid. In overeenstemming met de budofilosofie veranderde hij toen de naam van karate in karate-do, wat de betekenis heeft van "manier of levensweg van karate". Vanuit het judo nam Funakoshi het trainingspak en het bandensysteem ter graduatie over.
In die tijd was China de traditionele vijand van Japan. Om te voorkomen dat karate slecht zou worden ontvangen door de Japanners vanwege de Chinese oorsprong van karate, gaf Funakoshi Japanse namen aan de karate kata's. Ook veranderde hij de betekenis van karate, van "Chinese hand" naar "Lege hand". De naam "Lege hand" had hier als betekenis een vechtkunst zonder dat men een wapen in de hand heeft, dus met lege handen. Funakoshi gaf aan deze naam ook een tweede diepere betekenis. Hij zei : "Zoals een gladde spiegel alles weerspiegeld en een stil vallei ieder geluid weerkaatst, zo moet een karate beoefenaar zichzelf leeg maken van hebzucht en egoïsme om in elk conflict dat het in zijn leven ontmoet, zo juist mogelijk te kunnen reageren. Dit wordt in het Karate verstaan onder leeg". De inspiratie voor deze betekenis verkreeg Funakoshi vanuit het zenboeddhisme.

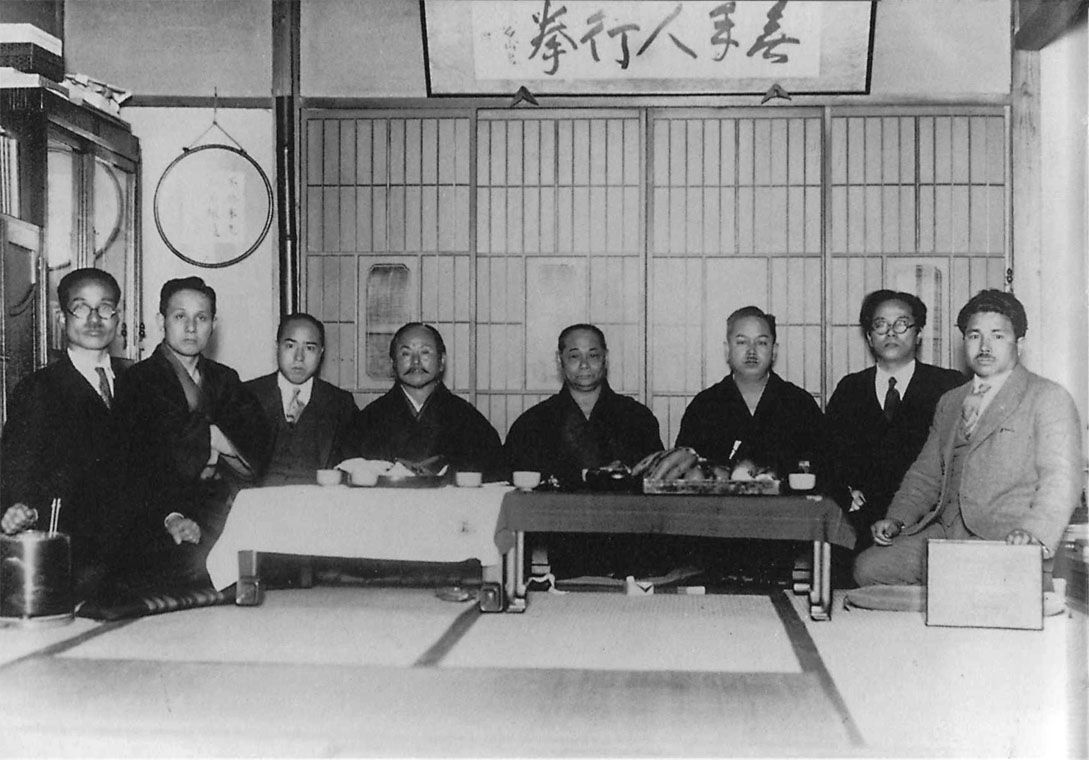
Meesters van karate in Tokio (1930s)
van links naar rechts: Kanken Toyama, Hironori Otsuka, Takeshi Shimoda, Gichin Funakoshi, Choki Motobu, Kenwa Mabuni, Genwa Nakasone, Taira Shinken

In 1922 bracht Funakoshi een boek over karate uit, genaamd Ryukyu Kempo Karate. Dit was het eerste boek over karate dat ooit gepubliceerd werd en voor historici is dit boek daarom zeer waardevol. In 1925 werd dit boek herschreven en uitgebracht onder de naam Rentan Goshin Karate Jutsu. Nadien zou hij nog meer boeken schrijven zoals Karate-Do Kyohan in 1935 en Karate-Do Nyumon in 1943.
In 1923 kwam Funakoshi's jongste zoon Gigo Funakoshi vanuit Okinawa naar Tokio en voegde zich bij hem. De rest van de familie verbleef toen nog steeds in Okinawa. Toen Funakoshi's hoofdinstructeur Takeshi Shimoda in 1935 stierf, werd zijn plaats ingenomen door zijn zoon Gigo. Funakoshi liet toen grotendeels de karatelessen over aan zijn zoon en zijn senior leerlingen en hijzelf ging toen met pensioen. In die periode begon ook Masutatsu Oyama met het volgen van lessen in het Shotokan karate. Veel later zou hij de Kyokushinkai karatestijl grondleggen. Een andere leerling van Funakoshi was de Koreaan Won Kuk Lee, die later terug naar Korea zou gaan om het karate daar te onderwijzen onder de naam Tang Soo Do. Won Kuk Lee zou later medeverantwoordelijk zijn voor de ontwikkeling van het Taekwondo in Korea.
Na Funakoshi kwamen er nog meer karatemeesters vanuit Okinawa naar Japan, zoals onder meer Choki Motobu en Kenwa Mabuni. Kenwa Mabuni was de grondlegger van de Shito-ryu karatestijl en was net als Funakoshi een leerling van Itosu geweest. Kenwa Mabuni vestigde zich in 1928 in Osaka en hij onderhield vriendschappelijke betrekkingen met Funakoshi. Funakoshi stuurde zijn leerlingen ook naar Mabuni sturen om bij hem sommige hogere kata's te leren. Tussen Choki Motobu en Funakoshi was er altijd een haat-liefdeverhouding. Choki Motobu was niet onder de indruk van de karatestijl van Funakoshi. Funakoshi noemde Motobu ongeschoold, terwijl Motobu Funakoshi's karate onpraktisch en ineffectief vond.
Na genoeg gespaard te hebben opende Funakoshi een eigen dojo op 29 januari 1939. Deze dojo werd de Shotokan genoemd, waarbij 'Shoto' verwijst naar de bijnaam die Funakoshi gebruikte en 'kan' verwijst naar de hal waar de studenten oefenden. Later werd Funakoshi's karatestijl onder de naam van deze dojo bekend. Tijdens zijn leven heeft Funakoshi die naam echter nooit gebruikt om zijn vechtkunst aan te duiden. Hij was tegen stijlnamen en noemde zijn vechtkunst simpelweg karate.

### Tweede Wereldoorlog en daarna
De Tweede Wereldoorlog verliep nogal dramatisch voor Funakoshi. Steeds weer kreeg hij van zijn studenten te horen dat ze voor de dienstplicht geroepen waren en nadien hoorde hij vaak hun overlijden. Op 29 april 1945 werd de dojo van Shotokan verwoest door een Amerikaanse luchtaanval. Kort daarna stierf zijn jongste zoon Gigo aan tuberculose. De karatelessen werden toen volledig stopgezet en in augustus 1945 zocht Funakoshi zijn toevlucht bij een vluchtelingenkamp in Oita te Kyushu, waar hij zijn vrouw aantrof, die hij al een aantal jaren niet meer gezien had. Zijn vrouw was naar het vluchtelingenkamp geëvacueerd vanwege de oorlog in Okinawa. Niet ver van Oita vonden begin augustus 1945 de Amerikaanse atoombomaanvallen plaats op Hiroshima en Nagasaki, waarna op 15 augustus 1945 Japan zich overgaf. Funakoshi bleef in het vluchtelingenkamp bij zijn vrouw, totdat ze in 1947 stierf. Hierna keerde hij weer terug naar Tokio, waar hij korte tijd later zijn karatelessen weer hervatte.
In mei 1949 stichtten zijn leerlingen Masatoshi Nakayama, Isao Obata en anderen de Japanse Karate Associatie (JKA) op, met Funakoshi als hoofdleraar. Deze organisatie, ook bekend onder de Japanse naam Nihon Karate Kyokai, werd feitelijk geleid door Nakayama en Funakoshi's rol hierin was slechts symbolisch. Sommige karate senioren konden zich echter niet vinden in de JKA en richtten daarom een eigen organisatie op genaamd de Shotokai. Karatesenioren Shigeru Egami en Genshin Hironishi stonden aan het hoofd van deze groep. Vanaf de jaren 50 begon de JKA de karatestijl van Funakoshi te formaliseren. Funakoshi was het niet altijd eens met alle veranderingen, die de JKA uiteindelijk maakte aan zijn karatestijl. Onder leiding van de JKA verspreidde de beoefening van Shotokan karate zich over heel de wereld. Hierdoor werd Shotokan karate de meeste beoefende karatestijl in de wereld.

### Overlijden
In 1948 kreeg Funakoshi last van gewrichtsslijtage. Na een aantal jaren met deze aandoening geleefd te hebben, stierf hij in 1957 aan darmkanker op 88-jarige leeftijd. Hij was voorbestemd om de vader van het moderne karate te worden, een vechtkunst die de wereld veroverde. Na zijn overlijden werd zijn karateschool tijdelijk waargenomen door zijn oudste zoon Giei Funakoshi. Een gedenkteken voor Gichin Funakoshi werd opgericht door de Shotokai in Engaku-ji, een tempel in Kamakura, op 1 december 1968. Een van de inscripties op zijn gedenktekensteen luidt : "Karate ni sente nashi (Er is geen eerste aanval in karate)", de tweede regel van Funakoshi's twintig leefregels.

## Funakoshi's visie over karate
Funakoshi preekte een nederige instelling voor bij het beoefenen van karate. Hij vond dat je je nooit tot een gevecht moest laten uitdagen en zoveel als mogelijk het gevecht moest vermijden. Dit alles door een juiste mentale instelling. Volgens Funakoshi was het uiteindelijke doel van karate dan ook, het verbeteren van het karakter van de beoefenaar. De eigen angst of woede onder controle houden, teneinde de baas te zijn over een eventueel conflict. De karatetraining hielp ook bij het instant houden van een vlijtige houding en was zodoende ook gezond voor zowel lichaam als geest.
Funakoshi stelde de kata in karate centraal. Training in het kumite keurde hij af, want dat leidde alleen maar tot blessures, competitief gedrag en wrok. Volgens hem was het voldoende om alleen de kata's te beoefenen om jezelf te effectief te kunnen verdedigen. Kata's dienden tot in de perfectie beoefend te worden, zodat wanneer het tot een confrontatie kwam, je precies op de juiste manier kon reageren op elke soort aanval. Hierbij stelde hij net als zijn meester Asato, dat een kata minstens drie jaar lang elke dag beoefend moest worden, voordat een nieuwe kata aangeleerd werd.
Omdat hij het kumite afkeurde, kreeg Funakoshi nogal wat kritiek te verduren van zijn leerlingen en collegakarateleraren (met name Choki Motobu). Deze instelling van hem kwam, doordat hijzelf op die manier in zijn jeugd getraind was. Toen hij in Japan lesgaf, bestonden zijn lessen voornamelijk uit katatraining. Later heeft zijn zoon Gigo echter het kumite geleidelijk aan ingevoerd in het Shotokan karate.